# 北九州国際音楽祭
北九州国際音楽祭（きたきゅうしゅうこくさいおんがくさい）は、北九州市八幡東区の北九州市立響ホールを主会場として開催される音楽祭。

## 概要
1988年11月、北九州市が市政25周年記念事業として開始した。以後、国内外で活躍している演奏家を招き、海外オーケストラと室内楽を中心に開催している。発足当初の音楽監督は、北九州市出身で夫のセッポ・キマネンらと「クフモ室内音楽祭」を立ち上げたヴァイオリニストの新井淑子だった。
単にクラシックコンサートを開催するだけではなく、地元中学生等を対象に鑑賞教室等を行う「教育プログラム」や、出演アーティストらによるトークショー、バックステージツアー、リハーサル見学等の「特別プログラム」が組まれていることが特徴の一つである。
また、若い才能に声を掛けることを方針の一つとしており、後に有名になったアーティストが無名であった時期に音楽祭に出演しているケースがある。
2007年には20回目の節目を迎え、34日間の開催期間中の総入場者数は13,538人であった。2008年は10月2日から11月9日に開催期間を拡大した。2009年は10月11日から11月8日の期間で、辻井伸行や、ライプツィヒ・ゲヴァントハウス管弦楽団によるコンサートなどが開催される。
TOTOは第1回からのスポンサーを務め、毎年北九州市に寄付を継続している。

## 過去の主な出演者
- 伊藤恵
- エマニュエル・パユ
- エリック・ル・サージュ
- オーストラリア室内管弦楽団
- 岡崎慶輔
- 川口ヱリサ
- 小曽根真
- クリストフ・エッシェンバッハ
- 幸田浩子
- 篠崎史紀
- 清水和音
- シンフォニア・ヴァルソヴィア
- 舘野泉
- 田村響
- チェコ・フィルハーモニー管弦楽団
- チェン・ミン
- 東京メトロポリタン・ブラス・クインテット
- 錦織健
- パリ管弦楽団
- フランク・ペーター・ツィンマーマン
- フランソワ・ルルー
- 松本和将
- 南紫音
- ヤツェク・カスプシク
- ラン・ラン